# Spinnenaffen
Die Spinnenaffen (Brachyteles) sind eine Primatengattung aus der Familie der Klammerschwanzaffen (Atelidae). Sie zählen zu den am stärksten gefährdeten amerikanischen Primaten. Die Gattung teilt sich in zwei Arten, den Nördlichen Spinnenaffen (Brachyteles hypoxanthus) und den Südlichen Spinnenaffen (Brachyteles arachnoides). Im Englischen werden Spinnenaffen „Woolly Spider Monkeys“ oder „Muriquis“ genannt. Muriqui geht auf die entsprechende Bezeichnung der Tupi, einer ehemals indigenen Bevölkerungsgruppe in Brasilien zurück. „Spider Monkeys“ bezeichnen jedoch eine andere Primatengattung, die Klammeraffen.

## Beschreibung
Spinnenaffen sind die größten Neuweltaffen. Sie erreichen eine Kopfrumpflänge von 45 bis 78 Zentimeter, wozu noch ein 65 bis 80 Zentimeter langer Schwanz kommt. Männchen sind mit 12 bis 15 Kilogramm schwerer als Weibchen, die 9,5 bis 11 Kilogramm erreichen. Ihr Fell ist kurz und gelbgrau gefärbt, die Färbung ist jedoch nach Region und Geschlecht verschieden und kann auch ins Rötliche gehen. Ihr ganzer Körper ist an die baumbewohnende Lebensweise angepasst, Arme und Beine sind auffallend lang und schlank. Der Daumen ist bei der nördlichen Art klein, aber vorhanden, bei der südlichen Art fehlt er völlig. Der Schwanz, der ebenso lang oder länger als der Körper ist, wird als Greifschwanz verwendet. Wie bei den anderen Klammerschwanzaffen ist er an der Unterseite der Spitze haarlos, was einen besseren Halt ermöglicht.

## Verbreitung und Lebensraum
Spinnenaffen leben in den Wäldern Südostbrasiliens. Früher erstreckte sich ihr Verbreitungsgebiet vom Bundesstaat Bahia im Norden bis zum Bundesstaat Paraná im Süden, heute ist ihr Verbreitungsgebiet stark verkleinert und zerstückelt. Lebensraum dieser Tiere sind die Küstenregenwälder, wo sie bis in 1600 Metern Seehöhe vorkommen.

## Lebensweise und Ernährung
Spinnenaffen sind tagaktive Baumbewohner und halten sich bevorzugt im oberen Kronenbereich auf. Sie sind geschickte Kletterer, die sich häufig suspensorisch – an den Armen schwingend oder am Schwanz hängend – oder auf allen vieren fortbewegen. Wenn es notwendig ist, kommen sie auch auf den Boden.
Spinnenaffen leben in kleinen Gruppen zusammen. Im Gegensatz zu anderen Primatenarten gibt es bei ihnen wenig Aggressivität innerhalb der Gruppe. Erstaunlicherweise bleiben die Männchen bei ihrer Familiengruppe, während sich die Weibchen nach der Entwöhnung eine neue Gruppe suchen müssen. Die Gruppen bewegen sich oft hintereinander durch die Bäume. So wird das Risiko von Abstürzen vermindert, da das vorderste Tier bereits die Äste auf ihre Tragfähigkeit getestet hat.
Südliche Spinnenaffen sind Pflanzenfresser, die sich von Blättern (rund 50 % der Nahrung), Früchten (30 %, insbesondere in der Regenzeit) und anderem Pflanzenmaterial ernähren.

## Fortpflanzung
Es gibt sehr wenige Kämpfe um das Paarungsrecht, Männchen und Weibchen paaren sich mit so vielen Tieren wie möglich. Es wurde auch beobachtet, dass die Männchen hintereinander warteten, um sich mit dem gleichen Weibchen paaren zu können. Nach sieben- bis achtmonatiger Tragzeit kommt ein Jungtier zur Welt. Bis zum Alter von sechs Monaten klammert es sich an die Mutter, danach beginnt es selbständig, seine Umgebung zu erkunden. Mit rund zwei Jahren werden Jungtiere abgestillt, die Geschlechtsreife tritt mit rund fünf bis sieben Jahren ein. Die Lebenserwartung der Spinnenaffen ist nicht bekannt.

## Gefährdung
Spinnenaffen zählen zu den am stärksten gefährdeten Primatenarten. Sie existieren in nur zwei Prozent der Wälder Südostbrasiliens, und das Verbreitungsgebiet der Tiere ist auf mehrere kleine Populationen zersplittert. Die Gesamtpopulation des Nördlichen Spinnenaffen wird auf 300 bis 800 Tiere geschätzt, er gilt laut IUCN als „vom Aussterben bedroht“ (critically endangered), vom Südlichen Spinnenaffen existieren rund 1000 bis 1500 Individuen, er gilt als „stark gefährdet“ (endangered). Mit Zuchtprogrammen und Bildungsveranstaltungen soll auf die starke Gefährdung dieser Tiere hingewiesen werden.

## Systematik
Die Gattung teilt sich in zwei Arten, den Nördlichen Spinnenaffen (Brachyteles hypoxanthus) und den Südlichen Spinnenaffen (Brachyteles arachnoides). Die beiden Arten sind einander sehr ähnlich, sie unterscheiden sich darin, das bei der nördlichen Art der Daumen klein, aber vorhanden ist, bei der südlichen Art fehlt er völlig. Sie werden in die Familie der Klammerschwanzaffen (Atelidae) eingeordnet, die allesamt durch den Greifschwanz charakterisiert sind. Ihre nächsten Verwandten sind die Wollaffen (Lagothrix).
Der wissenschaftliche Name ist aus den griechischen Wörtern brachy (kurz) und teleios (komplett) gebildet und bezieht sich auf die sehr kurzen Daumen.